# Hiệu trưởng (giáo dục)

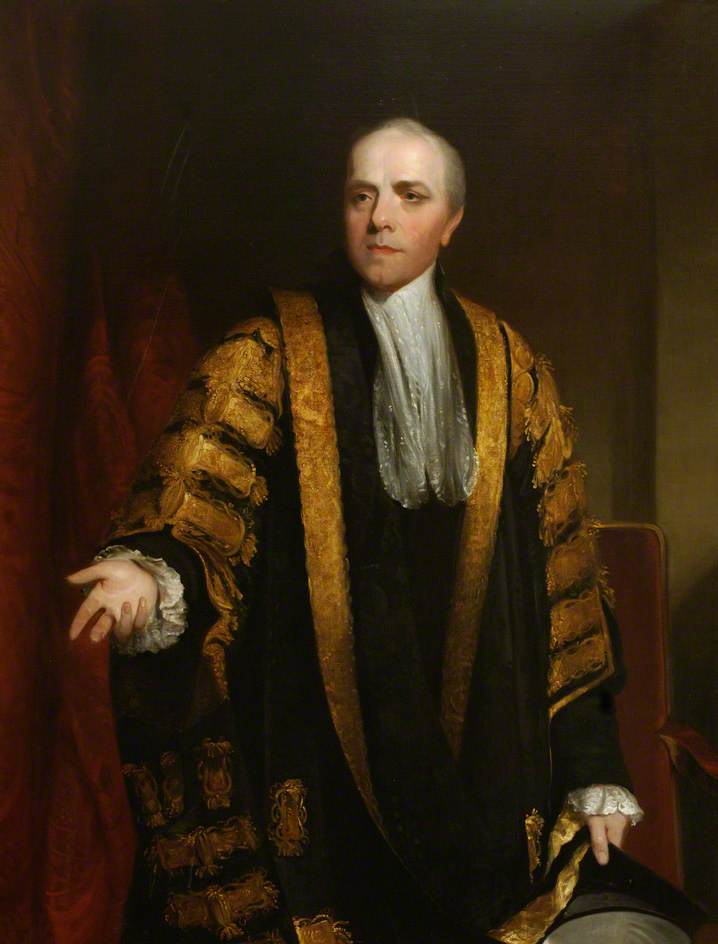
Lãnh chúa Grenville trên cương vi Hiệu trưởng Đại học Oxford; vẽ bởi William Owen

Hiệu trưởng, còn được gọi là Chủ tịch trường (tiếng Anh: President) hay Chưởng ấn (tiếng Anh: Chancellor), là lãnh đạo của một trường cao đẳng hoặc đại học, thường là người đứng đầu về công tác điều hành hoặc nghi lễ của trường đại học hoặc của một khuôn viên trong hệ thống trường đại học.
Trong các hệ thống đại học của Hoa Kỳ có nhiều trường đại học hoặc cơ sở trực thuộc, người đứng đầu điều hành của một cơ sở cụ thể có thể giữ chức danh hiệu trưởng và báo cáo cho chủ tịch của toàn hệ thống, hoặc ngược lại. Người đứng đầu về mặt hành chính và giáo dục của trường được gọi là Rector (Người cai trị) hay Principal (Người đứng đầu) hay Head/Dean of School (Lãnh đạo trường).
Trong hầu hết các quốc gia thuộc Khối Thịnh vượng chung Anh, hiệu trưởng thường không cư trú trong trường và chỉ mang tính nghi lễ. Trong các thể chế như vậy, giám đốc điều hành của một trường đại học là Phó hiệu trưởng (tiếng Anh: Vice-Chancellor).